# Sehgergān
Sehgergān (persiska: سه گرگان, سِهگِرگان) är en ort i Iran.   Den ligger i provinsen Västazarbaijan, i den nordvästra delen av landet, 600 km väster om huvudstaden Teheran. Sehgergān ligger 1 505 meter över havet och antalet invånare är 615.
Terrängen runt Sehgergān är varierad.Runt Sehgergān är det ganska tätbefolkat, med 185 invånare per kvadratkilometer. Närmaste större samhälle är Silvana, 14,6 km norr om Sehgergān. Trakten runt Sehgergān består i huvudsak av gräsmarker.